# سیارک ۲۱۷۴۷
سیارک ۲۱۷۴۷ (به انگلیسی: 21747 Justsolomon، نامگذاری:1999RD170) بیست و یک هزار و هفتصد و چهل و هفتمین سیارک کشف شده‌است که در ۹ سپتامبر ۱۹۹۹ کشف شد.
قدر مطلق سیارک برابر ۱۹.۵ است.